# Trebejo
Se conoce como trebejo, y según el DLE, el utensilio, instrumento, «objeto fabricado, relativamente sencillo, con el que se puede realizar una actividad», siendo una segunda acepción el juguete, el objeto con el que los niños juegan. Incluso, ya en desuso, la diversión o entretenimiento.
En la tercera acepción se considera cada una de las piezas del juego de ajedrez.

## Trebejo como herramienta

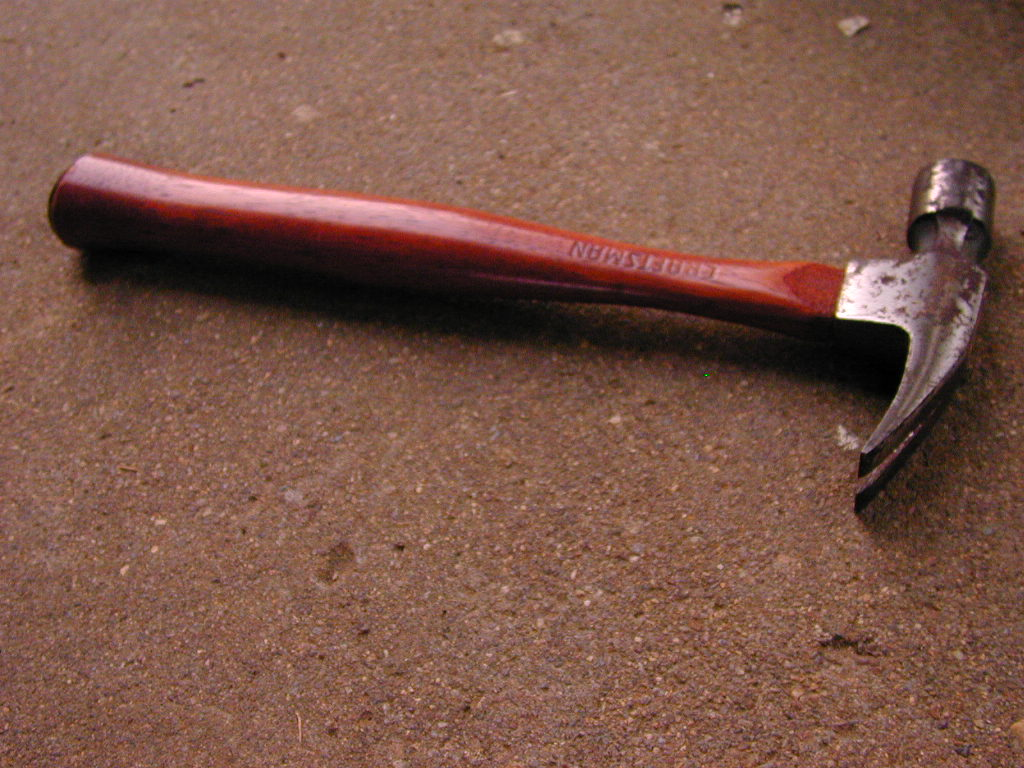
Herramienta. Martillo.

Puede entenderse por trebejo la herramienta, instrumento, útil, o cosa, que empleamos para realizar alguna operación manual. Un andalucismo, sinónimo de trebejo en esta acepción, es alpatana, aunque este término ha variado varias veces de significado, definiendo, en unos tiempos, a cualquier trebejo (herramienta); en otros, a las herramientas "inútiles"; y, en el siglo XXI, a los aperos de labranza, además del significado habitual de "trebejo", como herramienta para otra cosa.

## Trebejo como juguete

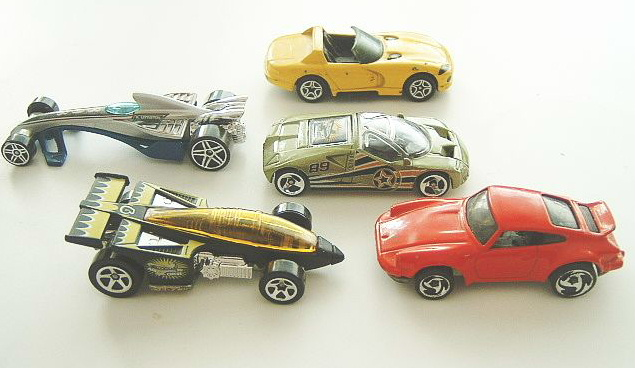
Juguetes. Coches.

También se puede utilizar el término trebejo para designar los juguetes u objetos con los cuales jugar, generalmente destinados a niños y niñas para su diversión. En la antigüedad, se conocía con el nombre de trebejo al entretenimiento, diversión y juegos. Un ejemplo de esta acepción se tiene de nuevo en el Libro de buen amor, del arcipreste de Hita:
Aquí fabla de la pelea que ovo el arçipreste con don Amor
Donde el arcipreste acusa a Don Amor, de someter a los enamorados a su trebejo (a sus juegos).

En el mismo libro, se refiere también con este nombre, a los "juegos de seducción" y a los pequeños "engaños" que en él se producen. En este mismo sentido de engaño o mala pasada hizo Gonzalo de Berceo uso de la expresión mal trebejo en sus Milagros de Nuestra Señora:

## Ajedrez

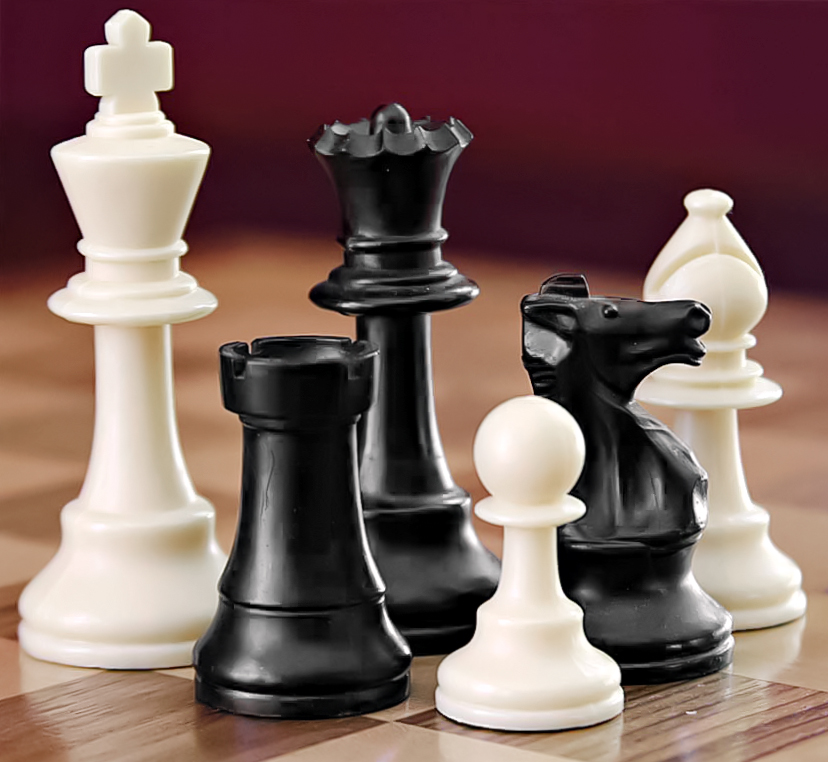
Trebejos del ajedrez.

Cada una de las piezas con que se juega en el ajedrez es conocida como trebejo. Hay distintos trebejos, estos son: el peón; la torre; el caballo; el alfil; la dama (o reina) y el rey (la de mayor valor en el juego).
Ya Alfonso X el Sabio, en su Libro de los juegos, hace uso del término en relación con el ajedrez. Y el arcipreste de Hita, en su Libro de Buen Amor, recoge este uso de la palabra en una imagen erótica:

De otra muger no l'digas, mas a ella alaba
el trebejo la dueña no l' quiere en otra aljaba;
razón de fermosura en ella la alaba:
quien contra esto faze tarde o non recabda.
Libro de Buen Amor, Arcipreste de Hita

En competiciones oficiales, los trebejos de ajedrez deben ser de madera, plástico o una imitación de estos materiales.